# Guerra de exaustão

Uma trincheira alemã ocupada por soldados britânicos durante a Batalha do Somme, parte da Primeira Guerra Mundial. Durante anos, ambos os lados na Frente Ocidental viram-se presos em posições defensivas estáticas, sem possibilidade de grandes manobras.

Guerra de exaustão, também conhecida como guerra de atrito, consiste na manutenção coordenada do ponto de combate, onde o objetivo é exaurir o potencial físico do inimigo por meio de bombardeios, inserções e demais formas de ataque em curto intervalo de tempo durante vários dias ou meses, não possibilitando ao inimigo reagrupamentos, reabastecimentos, descanso de tropa e demais ações militares. O fim que se busca nesse modo de combate é levar o exército inimigo ao colapso mediante contínuas perdas de material e pessoal.
Historicamente, analistas veem a guerra de exaustão como algo a ser evitado, pois a ideia de desgastar um inimigo aos poucos opõe-se aos princípios comuns da guerra, em que se buscam vitórias decisivas gastando o mínimo de tempo e recursos possível por meio de manobras, surpresas, concentração de forças, etc. O fim de uma guerra de exaustão, assim, costuma ser uma vitória pírrica.